# 安達橋
安達橋（あだちばし）は、福島県本宮市の阿武隈川に架かる福島県道28号本宮三春線（福島県道73号二本松金屋線重用）の道路橋である。

## 概要
- 全長 - 173.3 m
  - 主径間 - 43.3 m
- 幅員 - 6.0（18.8） m
- 形式 - 4径間PC連続プレビーム桁橋[1]
- 施工 - 川田工業
- 開通 - 2004年7月12日[2]

本宮市街地東部を流れる一級水系阿武隈川を渡る。西詰は市内本宮字中條に位置し、福島県道355号須賀川二本松線（奥州街道）から当県道が分岐する丁字路になっている。東詰は市内高木字高木に位置し、当県道が北へ屈曲する丁字路となっている（その後すぐに屈曲し東進するクランク状の進路になっているが、これは現在の橋梁が旧橋梁の南側に付替えられたためであり、架替以前は奥州街道から東へ直進するルート上に橋がかかっていた）。現在の橋は安達橋としては4代目にあたるものである。

## 沿革
当地は古くから三春を経由し平へ向かう岩城街道（三春道）、小浜（現二本松市）を経由し相馬へ向かう相馬街道といった塩の道として重要な街道筋と、奥州街道の宿場町として栄えた本宮を結ぶ交通の要衝であり、相馬藩の参勤交代のルートであったため重要な渡河地点であった。上流から上舟場（現在の上ノ橋）、中舟場（中ノ橋。現在の安達橋）、下舟場（下ノ橋。現在の昭代橋）と三箇所の渡船場が設けられており、当地は中舟場にあたる。「舟場」は現在でも地名としても残っており、東側には福島交通の舟場バス停が設置されている他、近隣の店舗名にも用いられている。
1874年（明治7年）に最初の舟橋が架けられたとされ、中ノ橋と呼ばれていた。その後度重なる流出と再建を繰り返し、1911年（明治44年）に木橋が県橋として建設され、それまでの中ノ橋から安達橋に改称された。1936年（昭和11年）に永久橋として鉄筋コンクリート造の安達橋に架け替えられた。以後現代の自動車交通に供されてきたが、幅員が狭く歩道もないために歩行者交通の安全性が低いこと、阿武隈川の治水のため流域を広げる改修が行われていることから緊急地方道整備工事として架け替えられ、2004年（平成16年）に橋梁を含む全長350mの区間が旧橋の南側に付け替えられた。地形条件から桁高を低く抑える必要があったため、福島県内で初となるPCプレビーム桁が用いられた。橋上は上下対向2車線で供用され、橋上でのイベント利用なども考慮し幅員4.5 mの歩道が両側に設置されている。これは住民懇談型の説明会が行われたためで、河川を見渡しやすい高欄の設置も行われた。総工費は22億3300万円。
- 1874年 - 舟橋として初の架橋が行われ中ノ橋と名付けられる。
- 1899年7月 - 架替。全長94.5 m、幅員2.7 m[6]
- 1906年8月 - 架替。全長109 m、幅員2.7 m[7]
- 1908年12月 - 木橋として架替。全長109 m、幅員2.7 m[8]
- 1911年10月 - 県道橋として木橋に架替。全長115 m、3.6 m。安達橋と改称される。[9]
- 1914年12月 - 木鉄混交トラス橋として架替。全長117 m、幅員3.8 m[10]
- 1936年12月 - 7径間RC桁橋として架替。全長122 m、幅員5.5 m[11]
- 2004年7月12日 - 現在の橋梁へ架替。

## 周辺
- 東邦銀行本宮支店
- 福島銀行本宮支店
- 大東銀行本宮支店
- ホテル堺屋
- お食事どころ ふなば
- 福島産業株式会社
- 石橋建設工業株式会社

## 隣の橋
（上流） - 上ノ橋 - 安達橋 - 昭代橋 - （下流）
これら3箇所の橋は上中下三橋と呼ばれている。